# Menekülj! (Hősök)
A Menekülj! a Hősök című amerikai televíziós sorozat tizenötödik epizódja.

## Cselekmény
|  | Alább a cselekmény részletei következnek! |

Meredith, Claire valódi anyja, felhívja Nathant, 100 000 dollárt kér, és cserébe nem mondja el senkinek a választások előtt, hogy Nathannek van egy lánya. Nathan el akar menni Meredithhez, de az anyja nem látja jó ötletnek és lebeszéli. Sandra eléggé furcsán viselkedik. Bennet-tel épp az orvostól jönnek Sandra fejfájása miatt. Claire tudja: amiatt van, hogy a Haiti folyton eltörli a memóriáját. Claire szobafogságot kap, nem mehet sehova, mert az apja rájött, hogy jegyeket úgy nyomtatta. Meredith felhívja Claire-t és elmondja neki, hogy megtalálta az apját. Claire látni akarja az apját, de Meredith először még beszélni akar vele. Claire elmegy hozzá, de nem várja meg míg odaér Nathan, mert Meredith elmondja neki, hogy nem számíthat az apjára, és ő is vissza fog menni Mexicóba. Nathan elmegy Meredithhez, hogy odaadja a pénzt. Claire ott van a lakókocsi mögött és kihallgatja a beszélgetésüket, és nagyon elszomorodik, amikor azt hallja az apjától, hogy nem akar találkozni vele. Az arcát nem látja. Claire amikor hazaér, Sandra nem emlékszik semmire, teljesen elveszítette az emlékezetét.
Mr. Linderman azt akarja Jessicától, hogy ölje meg Mr. Melskyt, aki kiszabadította Nikit a börtönből. Jessica nem is gondolkodik rajta, megteszi. A férfit, akit meg kell ölnie, pont Matt védelmezi, ugyanis ez az új munkája. Malsky gyémántokat vesz át egy férfitől, de Matt hallja, hogy ez egy csapda, nemsokára itt lesz Linderman egyik embere és meg fogja ölni. Ekkor érkezik Linderman embere, Jessica a liften keresztül, de Matt már a liftben hallja a gondolatait ezért lelépnek. Matt és Mel a lépcsőházban menekülnek, de Jessica a nyomukban van. Matték elbújnak, eközben pedig Jessica és Niki veszekednek, amit hall Matt. Elkezdenek lövöldözni egymásra, majd végül Matt hátulról Jessicára fogja a fegyvert, ekkor Jessica kénytelen ledobni azt. Matt megbilincseli, és megkérdezi, hogy hol van a társa, mert azt hiszi, hogy ketten vannak. Jessica azt mondja, hogy a társa éppen kinyírja Malt. Matt megtalálja Malt, de Jessica is megjelenik, kidobja Mattet az ablakon, Mallel pedig végez. Matt nem hal meg, vissza is mászik, a rendőrség pedig pont akkor érkezik meg. Az ügy vezetője úgy gondolja, hogy Matt egy vesztes. Matt épp akkor hallja ezt, amikor megtalálja a gyémántokat, amit Hel eldugott. Úgy dönt, hogy a gyémántokat nem adja át a rendőröknek, hanem elrakja magának. Jessica otthon egy újabb feladatot kap, most Nathant kell elintéznie.
Hiro és Ando újra Las Vegasban vannak, hogy elvegyék Lindermantől a kardot. Találnak egy lányt, aki hangosan sír. A neve Hope (Remény). Kell neki egy táska, amit egy férfinél hagyott, és minden fontos dolga benne van, de nem mer felmenni a férfihez. Ando azonnal felajánlja a segítséget. Mikor Hope meghallja Linderman nevét, akkor azt mondja, hogy ismeri. Megállapodást kötnek, hogy ha megszerzik a táskát, akkor bemutatja őket Lindermannak. Hiro és Ando felmegy a férfi szobájába, szobapincérnek öltözve. Hiro nagyon fél, és a férfi szekrényében talál fegyvereket ezért el akar menni. El is mennek, de Ando a szobában marad. Megtalálja a táskát az ágy alatt, de addigra a férfi befejezi a fürdést, így Andonak az ágy alatt kell maradnia. Hiro meghallja, amint Hope telefonál egy emberrel, és kiderül, hogy átverte őket. Ando elhozza Hope-nak a táskát, és vele folytatja útját, mert azt hiszi, hogy Hiro itthagyta őt, pedig csak Hope ütötte le.
Mohinder hívogatja a listán szereplő embereket, de senki nem hallgatja végig. Egy ember, Zane, visszahívja Mohinder segítségét kérve. Zane teljesen össze van zavarodva. A bútorai be vannak csomagolva. Sylar érkezik meg Mohindernek kiadva magát. A férfi megmutatja Sylarnek a képességét, majd Sylar megöli. Mikor Mohinder odaér, Sylar nyitja ki az ajtót, és azt mondja, hogy ő Zane, és megmutatja Mohindernek a képességét. Mohinder nagyon örül, hogy megismerhette Zane-t, azaz Sylart. DNS-mintát akar venni tőle, és ehhez egy kis pálcikát kéne a szájába dugnia. Ekkor Sylar kimegy a konyhába, mert a tea készen van, és bedugja a halott Zane szájába, hogy ne derüljön ki az igazság. Sylar megkéri Mohindert, hogy had menjen vele, had keressék együtt a különleges képességű embereket, Mohinder pedig beleegyezik.

## Elbeszélés
Az epizód végén:
Hogy túléljünk ebben a világban, közel tartjuk magunkhoz azokat az embereket, akiktől függünk. Rájuk bízzuk a reményeinket, a félelmeinket. De mi történik, ha a bizalom megszűnik? Hova szaladunk, amikor a dolgok, amikben hiszünk, a szemeink előtt vesznek el? Amikor minden elveszettnek tűnik, a jövő megismerhetetlennek, a létezésünk veszélyben lévőnek, akkor csak menekülhetünk.

## Érdekességek
- Zane-nek, akit Mohinder megtalál, olyan ereje van, ami képes a tárgyakat cseppfolyósítani, ennek a tudományos elnevezése molekuláris manipuláció.
- Amikor Jessica uralja Niki testét, akkor megjelenik a hátán egy hélix formájú tetoválás.
- Mikor Nathan az epizód elején felveszi a telefont teljesen máshogy teszi, mint a 14. című epizód végén. Nathan a 14. epizódban éppen leül, amikor csörög a telefon. Ebben a részben viszont már eleve ül, a kezében pedig van egy toll is.